# Lei Peifan
Lei Peifan (chinesisch 雷佩凡, Pinyin Léi Pèi Fán; * 31. Mai 2003 in Ankang), bei internationalen Turnieren auch Peifan Lei, ist ein chinesischer Snookerspieler aus Hanbin im Zentrum von Ankang (Provinz Shaanxi). Von 2019 bis 2023 spielte er bereits 4 Jahre auf der Profitour, 2024 kehrte er nach einem Sieg bei der Asien-Pazifik-Meisterschaft auf diese zurück.

## Karriere

### Jugendzeit und Profiqualifikation
Als Jugendlicher war Lei Peifan sportlich vielseitig interessiert und insbesondere im Fußball recht erfolgreich. Als 10-Jähriger begann er mit dem Snookerspielen und blieb dann auch dabei. Mit 12 Jahren ging er an die chinesische World Snooker Academy und gewann schon kurz darauf die nationale Jugendmeisterschaft. 2017 nahm er als 14-Jähriger an der U18-Weltmeisterschaft teil und erreichte auf Anhieb das Finale. Gegen den Pakistaner Naseem Akhtar führte er dort schon mit 3:1 und verlor doch mit 3:5. Ein Jahr später trafen beide schon im Viertelfinale aufeinander, Lei gewann und erreichte wieder das Finale. Doch erneut verpasste er den Titel, diesmal mit 4:5 gegen seinen Landsmann He Guoqiang. Bei der U21-WM schied er im Achtelfinale gegen den Iren Ross Bulman aus.
2019 nahm er mit 16 Jahren an der Q School teil, um sich für die Profitour zu qualifizieren. Im ersten Turnier musste er sich durch die ersten Runden kämpfen, besiegte mit Christopher Keogan und Luke Simmonds immerhin zwei Ex-Profis jeweils mit 4:3, bevor er in Runde 4 ausschied. Obwohl er im zweiten Turnier mit Joe Delaney und Jeff Cundy erneut erfahrene Gegner hatte, kam er noch eine Runde weiter. Im dritten Turnier verlor er zwar schon wieder in Runde 4 gegen den späteren Gruppensieger Barry Pinches, trotzdem gehörte er in der Gesamtwertung aller Turniere, der Order of Merit, zu den vier besten Spielern. Damit sicherte er sich einen der 12 Qualifikationsplätze der Q School und damit die Startberechtigung für die folgenden beiden Spielzeiten der Profitour.

### Vier Profijahre
Seine Profizeit begann mit fünf Niederlagen, bevor ihm bei den Northern Ireland Open gegen Louis Heathcote sein erster Sieg gelang. Danach folgten aber erst einmal weitere Niederlagen. Erst in den 1-Frame-Matches des Snooker Shoot-Out 2020 war er wieder erfolgreich und kam mit Siegen über Simon Lichtenberg und Kurt Maflin in Runde 3. Ein vierter Sieg bei den Gibraltar Open kam noch hinzu, bevor er aufgrund der COVID-19-Pandemie seine Saison vorzeitig beendete. Auch das zweite Jahr begann wenig erfolgreich. Erst in der WST Pro Series 2021 konnte er in der ersten Gruppenrunde mit 3 Siegen aus 7 Spielen Selbstbewusstsein sammeln. Anschließend gelang ihm beim German Masters mit einem 5:4 gegen Gary Wilson der erste Sieg über einen Top-32-Spieler. Bei den Gibraltar Open schlug er sogar die Nummer 3 Neil Robertson und stand nach einem 4:3 gegen den Amateur Dylan Emery erstmals in der dritten Runde eines Ranglistenturniers. Es kam aber zu spät und war zu wenig, um in die Nähe der Top 64 zu kommen und so verlor er seinen Profistatus wieder.
Über die Q School versuchte er sofort die Rückkehr, aber bei den ersten beiden Turnieren scheiterte er jeweils im Halbfinale. Im dritten Turnier gewann er dort aber gegen Sanderson Lam und mit einem 4:2-Sieg über Billy Castle im Entscheidungsspiel sicherte er sich zwei weitere Jahre auf der Profitour. Nach schweren Gegnern zu Beginn der Saison 2021/22 dauerte es bis zu den Scottish Open, bis er zu seinen ersten Siegen kam. Zhao Xintong und Robbie Williams konnte er überwinden und unter die Letzten 32 kommen. Danach gewann er zwei weitere Auftaktmatches, blieb danach aber bis zur Weltmeisterschaft sieglos. Dort überstand er jedoch gleich 3 Qualifikationsrunden – unter anderem schlug er Alexander Ursenbacher – und spielte gegen Hossein Vafaei um den Crucible-Einzug. In einem völlig offenen Match kam es zum Decider und erst die abschließende Schwarze entschied zugunsten des Iraners. Damit sprang Lei auf Platz 77. Beim European Masters zu Beginn des zweiten Jahrs gelang ihm ein 5:0-Sieg über Rod Lawler in der Qualifikation, im Hauptturnier konnte er aber nicht antreten. Danach kam er nicht mehr richtig in Form, es gelangen ihm nur noch zwei einzelne Siege. Damit konnte er sich nicht verbessern, sondern verlor im Gegenteil noch an Boden, und der zweite Tourcard-Verlust war besiegelt.
Diesmal trat Lei in der exklusiv für Spieler aus Asien und Ozeanien eingerichteten Asia-Oceania Q School an. Im ersten Turnier schaffte er es ins Entscheidungsspiel, er musste sich aber Ex-Profi Thor Chuan Leong mit 1:4 geschlagen geben. Im zweiten Turnier verlor er überraschend sein Auftaktspiel und damit ging auch seine Tourzugehörigkeit verloren. 2024 trat er bei der WSF Championship an, verlor allerdings bereits in der Runde der Letzten 64. Mehr Erfolg hatte er bei der Asien-Pazifik-Meisterschaft, wo er unter anderem nach Siegen über Luo Honghao und Vinnie Calabrese den Titel holte und sich somit für die Spielzeiten 2024/25 und 2025/26 der Profitour qualifizierte.

### Zweiter Anlauf auf der Profitour
Der Einstieg in die zweite Profizeit verlief wechselhaft. Viermal verlor er Auftaktspiele, überstand er Spiel eins, kam er aber meist recht weit. Beim Saudi Arabia Masters und der UK Championship, zwei der wichtigsten Turniere, kam er unter die Letzten 32, bei den Northern Ireland Open unter die Letzten 16. Der große Durchbruch gelang ihm bei den Scottish Open 2024. Zum ersten Mal überstand er ein Achtelfinale, er besiegte Topspieler wie Shaun Murphy und Mark Allen und erreichte das Finale. Dort schlug er seinen Landsmann Wu Yize mit 9:5 und holte sich mit 21 Jahren seinen ersten Profititel. Bei den nächsten 5 Turnieren gab es wieder nur zusammengenommen 2 Siege. Bei der Weltmeisterschaft gewann er im zweiten Spiel 10:9 gegen Landsmann Gao Yang und er qualifizierte sich erstmals für die Endrunde im Crucible Theatre. Im ersten Match gegen den amtierenden Weltmeister und Titelverteidiger Kyren Wilson verwandelte er einen 2:6-Rückstand in eine 9:6-Führung und gewann schließlich mit 10:9. Im Match gegen Zhao Xintong konnte er den Rückstand nach Session 1 jedoch nicht wettmachen und er verlor 10:13. Die herausragenden Ergebnisse brachten Lei nach nur einem Jahr in der Weltrangliste bis auf Platz 31.